# Gerhard Bettendorf
Gerhard Bettendorf (* 4. Mai 1926 in Freudenberg; † 20. April 2009 in Hamburg) war ein deutscher Gynäkologe/Geburtshelfer und Endokrinologe.

## Leben und Wirken

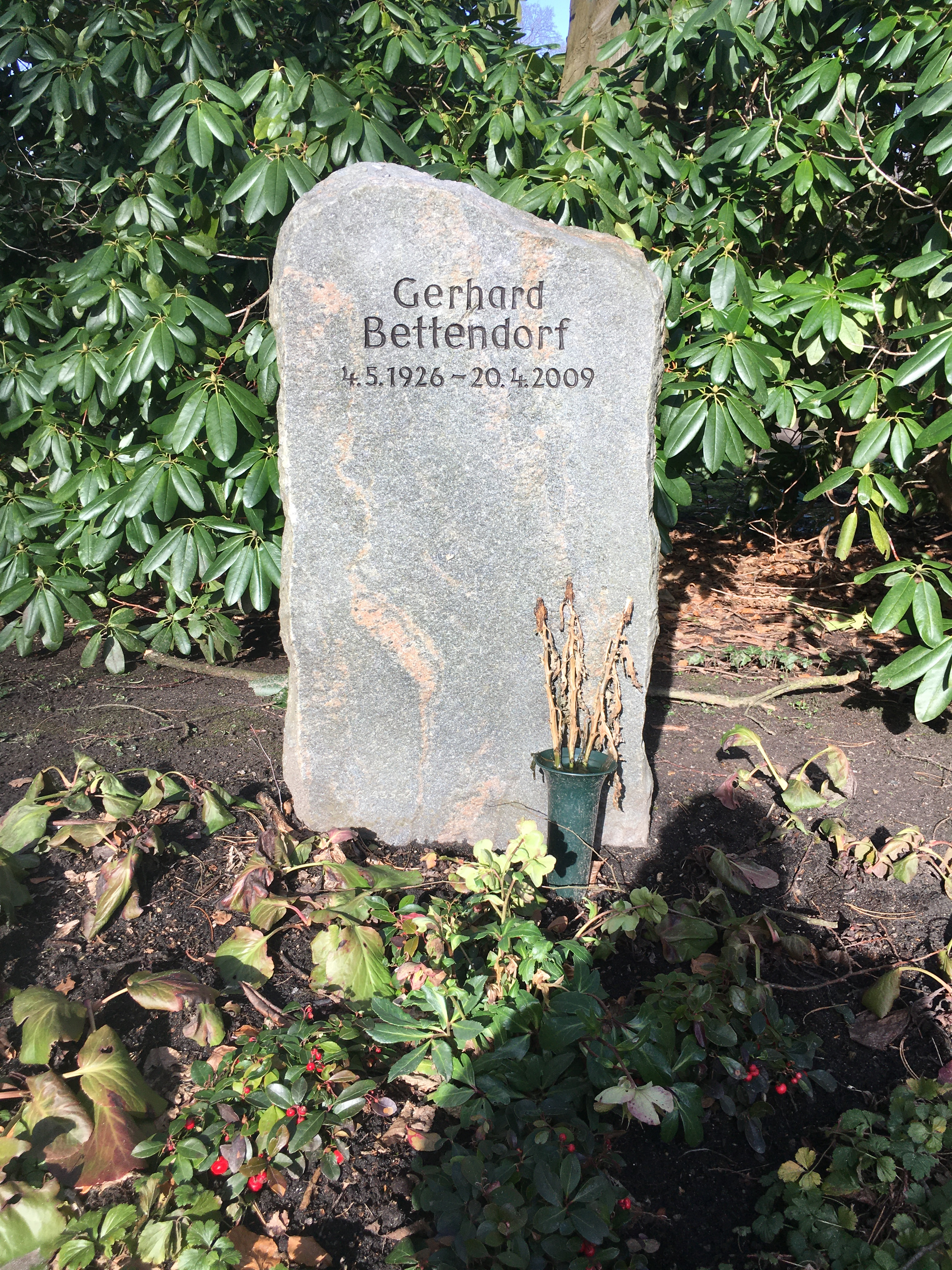
Grabstätte auf dem Friedhof Ohlsdorf

Gerhard Bettendorf besuchte bis 1943 das Realgymnasium Betzdorf/Sieg und wurde anschließend im Zweiten Weltkrieg zum Wehrdienst im Sudetenland eingezogen. Er geriet kurzzeitig in amerikanische Gefangenschaft. Sein Abitur legte er nach Kriegsende im Sommer 1946 ab. Bettendorf studierte danach von 1947 bis 1953 Medizin an den Universitäten Bonn und Heidelberg. 1953 wurde er dort promoviert. Es folgten zwei Jahre Assistentenzeit in Hamburg, Hameln und Tübingen. Dort arbeitete er am Max-Planck-Institut für Biochemie unter Adolf Butenandt bis zum Beginn der Facharztausbildung 1955 an der Frauenklinik des Universitätsklinikums Hamburg-Eppendorf unter Gerhard Schubert. In dieser Zeit entwickelte Bettendorf bereits ein besonderes Interesse an klinischen und experimentellen Studien zur Endokrinologie und insbesondere zur Forschung auf dem Gebiet der Hypophysenhormone. Diesem wissenschaftlichen Arbeitsgebiet blieb er zeit seines Lebens verbunden. Mit seiner Habilitation legte er bereits 1961 die Grundlagen für die Isolierung, Charakterisierung und klinische Erprobung der menschlichen Gonadotropine. Danach verbrachte er einen Forschungsaufenthalt an der University of Texas Medical Branch (UTMB) in Galveston, Texas. 1962 gründete er an der Universitäts-Frauenklinik in Hamburg mit Unterstützung von Schubert die erste Abteilung für klinische und experimentelle Endokrinologie und wurde deren erster Direktor. 1968 wurde er zum außerplanmäßigen Professor ernannt und 1972 zum ordentlichen Professor berufen. Am 1. März 1983 gründete Carl Schirren das Zentrum für Reproduktionsmedizin im Universitätsklinikum Hamburg und wurde dessen erster Direktor. Vier Jahre später übernahm Gerhard Bettendorf die Leitung des Zentrums und hatte sie bis zu seiner Emeritierung 1991 inne.
Gerhard Bettendorf verstarb 14 Tage vor Vollendung seines 83. Lebensjahres und wurde auf dem Friedhof Ohlsdorf beigesetzt. Die Grabstätte liegt im Planquadrat K 18 gegenüber von Kapelle 3.

## Verdienste
Zu Bettendorfs Verdiensten zählt die Einführung von humanen Gonadotropinen zur Ovulationsauslösung bei der Ovarialinsuffizienz mit nachfolgenden Schwangerschaften (erstmals auch bei Patientinnen nach Entfernung der Hypophyse), sowie die klinische Erprobung von Clomifen, LH-RH, GnRH-Agonisten, Prolactinhemmern und Antiandrogenen. Seine Veröffentlichungen Zur Geschichte der Endokrinologie und Reproduktionsmedizin und Zur Geschichte der Hypophysenhormone sind zu Standardwerken geworden.

## Veröffentlichungen (Auswahl)
- Die Bedeutung des Eiweiss- und Vitamingehaltes der Nahrung für die Menge des spontanverzehrten Futters. Dissertation, Ruprecht-Karls-Universität Heidelberg 1953
- Clinical application of human gonadotropins : Proceedings of a Workshop Conference, Hamburg 1970. Mit Vaclav Insler. Thieme, Stuttgart 1970, ISBN 3-134-71801-4
- Reproduktionsmedizin. Mit Meinert Breckwoldt. Fischer, Stuttgart 1989, ISBN 3-437-00523-5
- Zur Geschichte der Hypophysenhormone. Thieme, Stuttgart 1996, ISBN 3-131-04571-X
- Technologiefolgenabschätzung in der Reproduktionsmedizin: Gedanken zur Problematik. 1995, In: Arbeitsmaterialien zur Technologiefolgenabschätzung und -bewertung der modernen Biotechnologie, Universität Hamburg
- Zur Geschichte der Endokrinologie und Reproduktionsmedizin: 256 Biographien und Berichte. Springer, Berlin 1995, ISBN 3-540-58254-1
- Gedanken zur Reproduktionsmedizin: Folgen einer immer ausgefeilteren Technik. Deutsches Ärzteblatt 93 (1996), A-529 online
- Gerhard Bettendorf: Purification of FSH and LH from human hypophyseal gonadotropin. Gemeinsam mit P. Cygan, Meinert Breckwoldt. Acta Endocrinol 100 (1965), 113
- Die Ovulation, Physiologie und medikamentöse Auslösung. Arch Gynäkol 2002 (1965), 133–159, auch in Gebh Frauenheilk 25 (1965), 157-8

## Ehrungen
Gerhard Bettendorf wurden zahlreiche nationale und internationale Funktionen übertragen. So arbeitete er in der WHO Study Group on Agents Stimulating Ovarian Function und der Gesellschaft Deutscher Naturforscher und Ärzte mit und wurde 1974/75 zum Präsidenten der Norddeutschen Gesellschaft für Gynäkologie und Geburtshilfe und 1975–1978 zum Vorsitzenden der Deutschen Gesellschaft für Endokrinologie gewählt.
Bettendorf wurde zum Ehrenmitglied folgender Gesellschaften ernannt:
- Norddeutsche Gesellschaft für Gynäkologie und Geburtshilfe
- Deutsche Gesellschaft für Endokrinologie
- Deutsche Gesellschaft für Gynäkologie und Geburtshilfe
- European Society of Human Reproduction and Embryology (ESHRE)
- Hamburger Geburtshülfliche Gesellschaft

Weitere Auszeichnungen:
- Dr.-Martini-Preis der Hamburger Dr. Martini-Stiftung
- Ernst-Laqueur-Medaille
- Carl Kaufmann-Medaille der Deutschen Gesellschaft für Gynäkologie und Geburtshilfe (2008)